# Мъжки национален отбор по волейбол на Словения
Националният отбор по волейбол на Словения представя страната на международни турнири и състезания. Отборът има едно участие на олимпийски игри.
Първият официален мач, отборът изиграва през 1992 година. За първи път се класират на голям международен турнир през 2001 година. Между 2015 и 2021, Словения достига финала три пъти, но ги губи всичките.
Към януари 2025 е четвърти в световната ранглиста.

## Олимпийски игри
| Игри                | Държава | Класиране     | Място         | М             | П             | З             | СС            | ЗС            |
| ------------------- | ------- | ------------- | ------------- | ------------- | ------------- | ------------- | ------------- | ------------- |
| 1964 Токио          |         | не се класира | не се класира | не се класира | не се класира | не се класира | не се класира | не се класира |
| 1968 Мексико        |         | не се класира | не се класира | не се класира | не се класира | не се класира | не се класира | не се класира |
| 1972 Мюнхен         |         | не се класира | не се класира | не се класира | не се класира | не се класира | не се класира | не се класира |
| 1976 Монреал        |         | не се класира | не се класира | не се класира | не се класира | не се класира | не се класира | не се класира |
| 1980 Москва         |         | не се класира | не се класира | не се класира | не се класира | не се класира | не се класира | не се класира |
| 1984 Лос Анжелис    |         | не се класира | не се класира | не се класира | не се класира | не се класира | не се класира | не се класира |
| 1988 Сеул           |         | не се класира | не се класира | не се класира | не се класира | не се класира | не се класира | не се класира |
| 1992 Барселона      |         | не се класира | не се класира | не се класира | не се класира | не се класира | не се класира | не се класира |
| 1996 Атланта        |         | не се класира | не се класира | не се класира | не се класира | не се класира | не се класира | не се класира |
| 2000 Сидни          |         | не се класира | не се класира | не се класира | не се класира | не се класира | не се класира | не се класира |
| 2004 Атина          |         | не се класира | не се класира | не се класира | не се класира | не се класира | не се класира | не се класира |
| 2008 Пекин          |         | не се класира | не се класира | не се класира | не се класира | не се класира | не се класира | не се класира |
| 2012 Лондон         |         | не се класира | не се класира | не се класира | не се класира | не се класира | не се класира | не се класира |
| 2016 Рио де Жанейро |         | не се класира | не се класира | не се класира | не се класира | не се класира | не се класира | не се класира |
| 2020 Токио          |         | не се класира | не се класира | не се класира | не се класира | не се класира | не се класира | не се класира |
| 2024 Париж          |         | 5-о място     | Четвъртфинали | 4             | 3             | 1             | 10            | 6             |
| Общо                |         |               |               |               |               |               |               |               |